# Gymnelia zelosa
Gymnelia zelosa là một loài bướm đêm thuộc phân họ Arctiinae, họ Erebidae.